# 不當預設的謬誤
不當預設的謬誤（Fallacies of Inappropriate Presumption）是把語境中不應視為理所當然的前提視為理所當然，而發生的推理謬誤，屬實質謬誤。
像例如在「不管好人壞人，所有人的生命都等值，所以假如死刑不能維持治安，就該廢除死刑」的說法中，其前提「不管好人壞人，所有人的生命都等值」不能視為理所當然的，這是因為一般人多半傾向認為「將無故殺人的殺人犯的生命和其他人的生命等同視之的作法，對無辜被殺死的人極為不公平」之故。如果不能合理說明為何「不管好人壞人，所有人的生命都等值」，那這說法就有不當預設的問題。

## 不當預設謬誤的類型
- 乞題：當論證時提出的前提有爭議、有待證明，即是乞題。
- 循環論證
- 循環因果
- 循環定義
- 既定觀點問題：既定觀點問題雖非論證，但那些問題中摻雜的既定觀點，可視作問者宣稱的東西（而往往是有爭議的）。因此，和乞題類似地，答者往往被迫質疑問題中摻雜的既定觀點。
- 既定觀點詞語：問題中摻雜的情感性、評價性意義，可視作問者宣稱的東西（而往往是有爭議的）。因此，和乞題類似地，答者往往被迫質疑問題中摻雜的情感性、評價性觀點。
- 假兩難推理：不當預設只有二種可能性。
- 存在謬誤：不當預設論述中提及的東西是存在的（論述中提及的集合有至少一個成員）。

## 外部連結
- （英文）[F05 Inappropriate presumption]（页面存档备份，存于）